# Ducado de Amboise
Ducado de Amboise (en francés: Duché d'Amboise) era un título nobiliario hereditario que Luis XVI de Francia otorgó a Luis Juan María de Borbón en 1787 con el título de dignidad de par de Francia. El heredero del ducado, ostentaba el título de cortesía adscrito de príncipe de Mosnes, tomado de uno de los señoríos del ducado; perteneciente a la localidad francesa ubicada al este del departamento de Indre-et-Loire. Se extinguió en 1790 tras la abolición de los títulos nobiliarios del antiguo régimen durante la I República francesa.
Durante el primer mandato de Luis XVIII en 1814 se restauran los títulos del antiguo régimen hasta 1824 durante el periodo de los 100 días en que Napoleón Bonaparte recuperó el poder.
En 1848 se proclama la Segunda República Francesa y se vuelven a abolir todos los títulos nobiliarios. Durante el II Imperio de Napoleón III se vuelven a reconocer hasta 1870 tras proclamarse la III República.

## Historia

### El Ducado
En un principio el ducado pertenecía a Étienne François de Choiseul, Duque de Choiseul, embajador y secretario de Estado de Luis XV. A su muerte, el ducado se extingue y es puesto en venta en 1786. El Duque de Penthièvre finalmente, adquiere el ducado como presente para su hijo el Príncipe de Lamballe.
El Ducado-par de Amboise fue constituido en el año 1764 tras la anexión de los territorios de la Baronía de Amboise, tierras, feudos y baronías colindantes. En 1787, para elevar el ducado a la dignidad de par; Luis XVI, le añadió a este dominio, el bosque de Montrichard.
A partir de 1817, durante el reinado de Luis XVIII, el primogénito del duque, ostenta el título de cortesía de Príncipe de Mosnes; un título que era semioficial y no le daba a su titular preferencia en la corte. No tenía rango de príncipe, ya que es tomado de un señorío del ducado.

### La ciudad
Amboise es una ciudad medieval y una comuna en la región central francesa, en el departamento de Indre-et-Loire, a la orilla del río Loira, a unos 22 kilómetros de Tours.
La ciudad es famosa por la mansión de Clos Lucé donde vivió Leonardo da Vinci invitado por el rey Francisco I de Francia, cuyo Castillo de Amboise, que domina la ciudad, está ubicado a sólo 500 metros con una bella vista sobre el río Loira. Sus estrechas calles son un claro ejemplo arquitectónico de ebanistería medieval y renacentista.

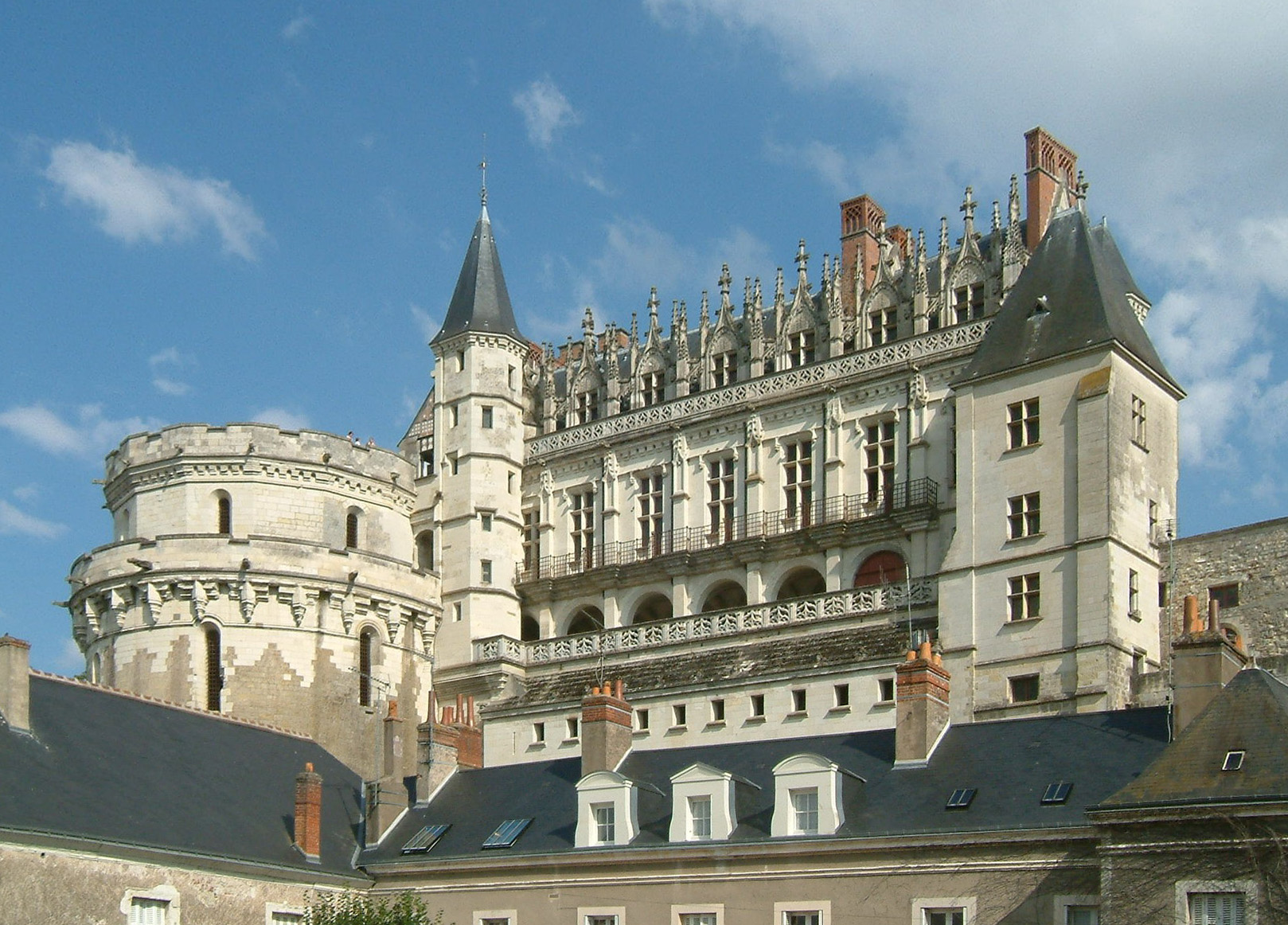
Castillo de Amboise

- Datos: Q5814517